# ربيش علي وهبان العليي
ربيش علي وهبان العليي (1962-2020) برلماني يمني، عضو في مجلس النواب، عضو لجنة الشؤون الخارجية والمغتربين في المجلس، عن الدورة البرلمانية 2003-2009 والكتلة البرلمانية لنواب حزب التجمع اليمني للإصلاح عن الدائرة الانتخابية رقم (221) بمحافظة صنعاء. من مواليد 1962، بيت العليي، مديرية الحيمة الخارجية، محافظة صنعاء. حاصل على مؤهل ثانوية عامة. قُتل مساء يوم الأربعاء 2 سبتمبر 2020 في جبهة المخدرة - مأرب وهو يقود المعارك ضد المتمردين الحوثيين.

## فترة المجلس
باتفاق عرف باسم «إتفاق فبراير» مُددت فترة المجلس لمدة عامين، وبقيام ثورة الشباب اليمنية لم تُجرَ الانتخابات، وبحسب إتفاق المبادرة الخليجية مُددت عامين آخرين حتى 2013. ولكن نظراً للأزمة السياسية المستمرة منذ ذلك العام واندلاع الحرب القائمة منذ 2015 لم يتسنى انتخاب مجلس نواب جديد، ولا تزال الشرعية متجسدة في المجلس المنتخب عام 2003 حتى اليوم.